# Grégoire Courtine

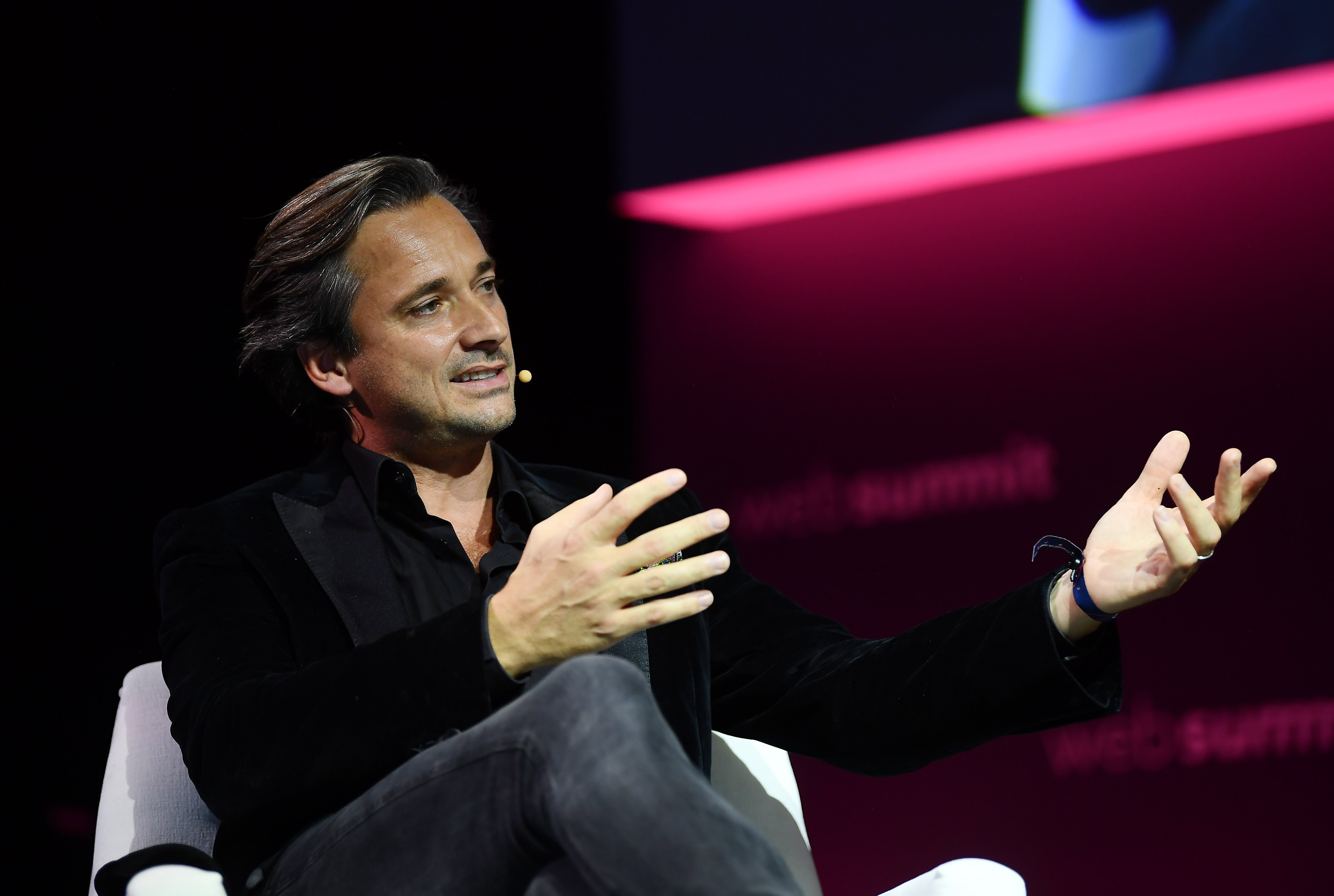
Grégoire Courtine

Grégoire Courtine (09 de janeiro de 1975 - Dijon, França ) é um neurocientista francês e professor da École Polytechnique Fédérale de Lausanne (EPFL), onde é co-diretor do centro Defitech para neuroterapias intervencionistas (. NeuroRestore). Sua pesquisa se concentra no campo da neurotecnologia, com o objetivo de restaurar as funções locomotoras em pacientes com distúrbios do sistema nervoso central, como lesões na medula espinhal .

## Carreira
Depois de se formar em física e matemática, Courtine obteve um doutorado em medicina experimental conjuntamente pela Universidade de Pavia e pelo INSERM da Universidade de Borgonha em 2003. Ele então realizou um trabalho de pós-doutorado no laboratório de Reggie Edgerton na UCLA de 2004 a 2007, onde estudou a base neural da recuperação espontânea após lesões na medula espinhal e desenvolveu novas estratégias para restaurar as redes neurais funcionais após a ressecção da medula espinhal em ratos . Em 2008, foi nomeado professor associado da Universidade de Zurique, onde estabeleceu seu próprio grupo com o objetivo de restaurar o controle voluntário da locomoção em ratos paraplégicos . Ele se mudou para a EPFL em 2012 como professor associado e foi promovido a professor titular em 2019.
Em 2014, Courtine fundou o empreendimento de biotecnologia 'Onward' com o objetivo de desenvolver novas terapias de neuroestimulação.
Desde 2019, Courtine, juntamente com Jocelyne Bloch, lidera o Laboratório Neurorestore, iniciado em conjunto pela Fundação Defitech, o Hospital Universitário de Lausanne, a Universidade de Lausanne e a EPFL.

## Pesquisa
Courtine dirige o G-LAB no Brain Mind Institute e o Center for Neuroprosthetics da EPFL . A pesquisa no G-LAB visa restaurar as funções motoras após distúrbios do sistema nervoso central, como lesões na medula espinhal .
Usando neurotecnologias de estimulação medular direcionada, Courtine e colegas contribuíram significativamente para o campo da neurorreabilitação publicando uma série de estudos relatando sucessivamente a restauração da locomoção voluntária em ratos com medula espinhal parcial  e completa  lesões, em primatas  e em pacientes humanos paralisados.

## Distinções
Courtine recebeu vários prêmios internacionais de pesquisa e inovação, como o Chancellor's Award for postdoctoral research (2008), o International Foundation for Research in Paraplegia Schellenberg Research Prize (2010), o Debiopharm Group Life Science Award (2013)  e o Prêmio Rolex (2019).
Ele também foi premiado com uma bolsa de partida (2010), uma bolsa de consolidação (2015) e duas bolsas de prova de conceito (2013 e 2019) do Conselho Europeu de Pesquisa . Em 2020, ele recebeu o Prêmio IET AF Harvey .